# Tom Thorpe

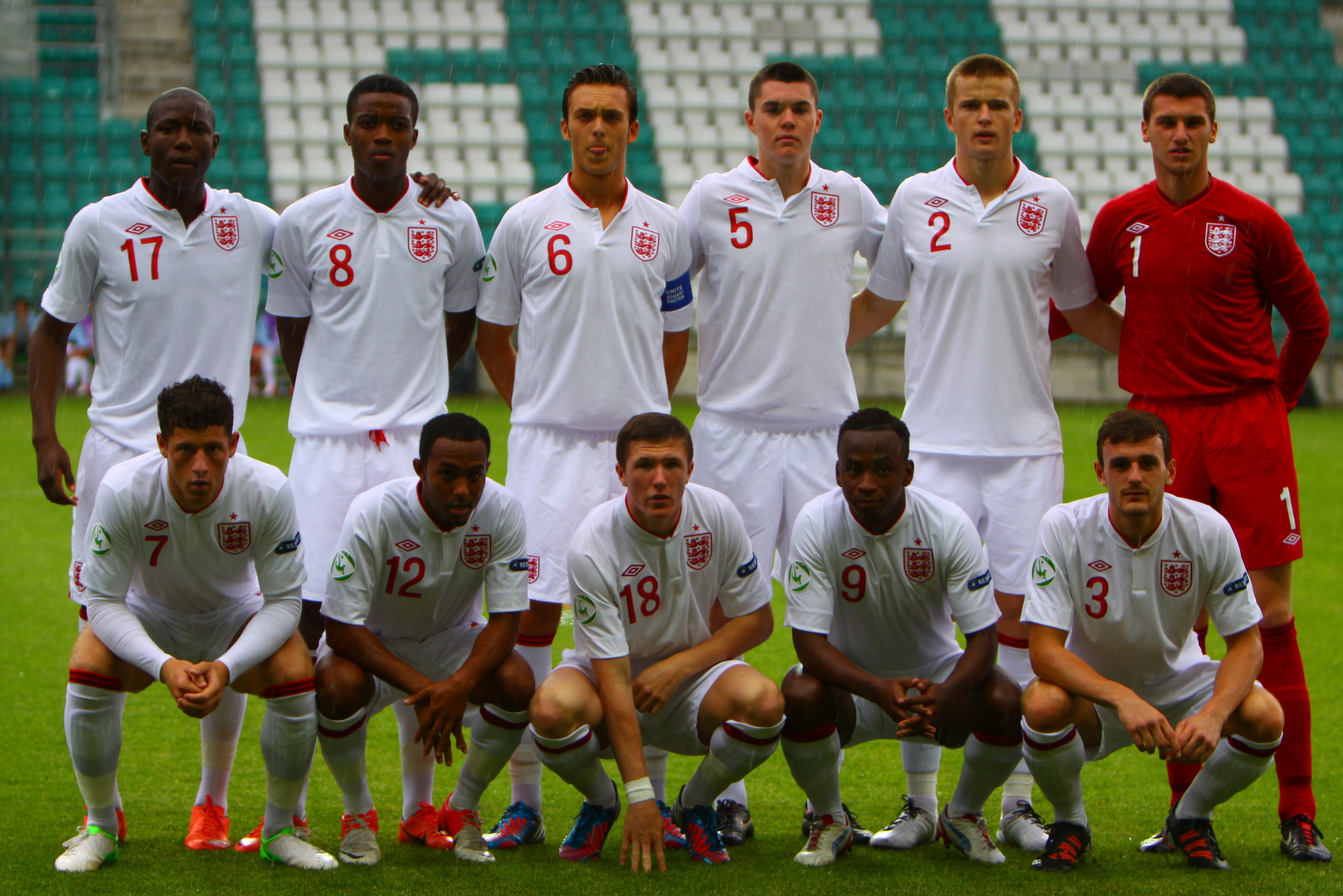
Tom Thorpe (3de op de bovenste rij (nr.6)) met Engeland -19

Thomas Joseph 'Tom' Thorpe (Manchester, 13 januari 1993) is een Engels professioneel voetballer die bij voorkeur als centrale verdediger speelt. Hij stroomde in 2014 door vanuit de jeugd van Manchester United.

## Carrière
Thorpe werd op zijn zestiende opgenomen in de jeugdopleiding van Manchester United. Na het afronden daarvan, werd hij in mei 2014 verhuurd aan Birmingham City, op dat moment actief in de Football League Championship. Thorpe debuteerde op 1 februari 2014 in het betaald voetbal in het shirt van Birmingham, waarmee hij die dag met 3-3 gelijkspeelde thuis tegen Derby County.
Thorpe debuteerde op 27 september 2014 in het eerste team van Manchester United, dat die dag met 2-1 won van West Ham United. Coach Louis van Gaal stuurde hem in de 90ste minuut het veld in als vervanger van Ángel Di María.

## Internationaal
Thorpe vertegenwoordigde Engeland in de nationale jeugdselecties van -16 tot die van -21